# Kamov Ka-34
Kamov Ka-34 (rusky: Камов Ка-34) byl projekt sovětského těžkého transportního konvertoplánu navržený konstrukční kanceláří Kamov. Šlo o hornoplošník, hybrid vrtulníku a dopravního letadla, který měl dva hlavní koaxiální rotory na každé části nosného křídla a tažné vrtule v podvěšených gondolách (celkem čtyři). Podvozek byl zatahovací tříbodový příďového typu. Projekt nepřesáhl fázi studie.